# 小八極
小八極原名小鈀子，是屬於一套“小架子”的拳路；為八極拳之中，入門的第一路拳法。武壇於寒假第一次集訓時教授男性學員的套路。

## 小八極套路
1.雙手抱拳                2.屈膝雙伸
3.左蹬足                    4.右蹬足
5.右提膝                    6.頂心肘
7.黑虎偷心                8.大蟒纏身
9.榻掌                         10.托掌
11.白鶴亮（掠）翅   12.避襠捶
13.探掌搋捶               14.右提膝
15.頂心肘                   16.雙抱捶
17.雙栽捶                   18.大纏絲
19.崩步捶                   20.拗步捶
21.右纏絲                   22.弓步衝捶
23.馬步捶                   24.弓步撩捶
25.左纏絲                   26.弓步衝捶
27.封面掌                   28.捨身下勢
29.斜單鞭                   30.金雞獨立
31.抖翎                       32.崩撩掌
33.左撐掌                   34.退步右撐掌
35.退步挑肘               36.收勢